# داراختر باهاما
داراختر باهاما یا مرغ مگس باهاما (نام علمی: Nesophlox evelynae) گونه‌ای از مرغ‌های مگس بومی مجمع‌الجزایر لوکایی، از جمله جزایر باهاما و ترکز و کایکوس است. به دلیل صدای زمزمه مشخصی که هنگام غذا خوردن ایجاد می‌کند، بومی‌ها آن را «هامر» نامیده‌اند.